# 衛太后 (呂寶)
衛太后（?—?），中国十六国时代后凉的太后，他是吕宝的妻子，吕隆的母亲。
呂寶是后凉开国君主吕光的弟弟，衛氏的生平史书记录不详，吕隆和他弟弟呂超在401年杀死君王吕纂，自立为天王，尊母亲卫氏为皇太后。其后事迹不详。403年七月后凉灭亡，416年，吕隆被后秦皇帝姚泓所杀，史书没有记载她当时是否在人世。 